# Аширов, Киамиль Бекирович
Киамиль (Кеамиль) Бекирович Аширов (25 апреля 1912, Харьков — 2001, Самара) — советский геолог. Доктор геолого-минералогических наук, заслуженный деятель науки и техники РСФСР, лауреат Ленинской премии.

## Биография
С 10-летнего возраста работал сначала подручным кузнеца, потом на других работах, одновременно учился в вечерней школе.
Окончил Бакинский индустриальный институт. До войны работал в аппарате Госплана СССР по Азербайджану и учился в аспирантуре. Защитил кандидатскую диссертацию по нефти и газу Урала и Поволжья.
В 1941—1943 годах воевал на Южном фронте. В 1943 году демобилизован в числе других специалистов-нефтяников.
Работал инженером на нефтепромыслах Баку, затем директором Гурьевского нефтяного техникума. В 1947 году направлен в Куйбышев. 
До 1975 года работал в институте «Гипровостокнефть»: заведующий сектором, начальник отдела геологии и разработки нефтяных и газовых месторождений, с сентября 1961 года — заместитель директора по научно-исследовательской работе.
С 1975 года — заведующий кафедрой геологии нефтяных и газовых месторождений Куйбышевского политехнического института. С 1990 года профессор кафедры.
Доктор геолого-минералогических наук (1962), профессор (1968). 
Заслуженный деятель науки и техники РСФСР.
Основные публикации:
- «Геологическая обстановка формирования и разрушения нефтяных и газовых залежей Среднего Поволжья и влияние её на условия их разработки»:. Диссертация д-ра геол.-минерал.наук /ВНИГРИ.- Л., 1962.
- «Геологическая обстановка формирования нефтяных и нефтегазовых месторождений Среднего Поволжья» / К. Б. Аширов; Гос. ин-т по проектированию и исслед. работам нефтедобывающей пром-ти. Гипровостокнефть.-М.:Недра,1965.-172 с.
- «Методика изучения карбонатных коллекторов и классификация карбонатных коллекторов и приуроченных к ним залежей нефти и газа» /К. Б. Аширов. -Куйбышев: Куйбыш. изд-во, 1971.-140с.
- «Обезвоживание нефти и очистка сточных вод» /К. Б. Аширов.- М.:Недра,1971
- «Причины периодических земных оледенений и их влияние на распределение нефтегазоносности» /К. Б. Аширов, Т. М. Боргест; Самар. гос. техн. ун-т.-Самара,2001.-55с.
- «Причины периодических земных оледенений и их влияние на распределение нефтегазоносности» / К. Б. Аширов,Т. М. Боргест.-М.: ВНИИОЭНГ, 1995. — 56 с.

## Награды
- Ленинская премия (1966)
- Орден Трудового Красного Знамени
- Орден «Знак Почёта»
- Орден Отечественной войны 2-й степени
- 18 медалей